# Sabat Islambouli

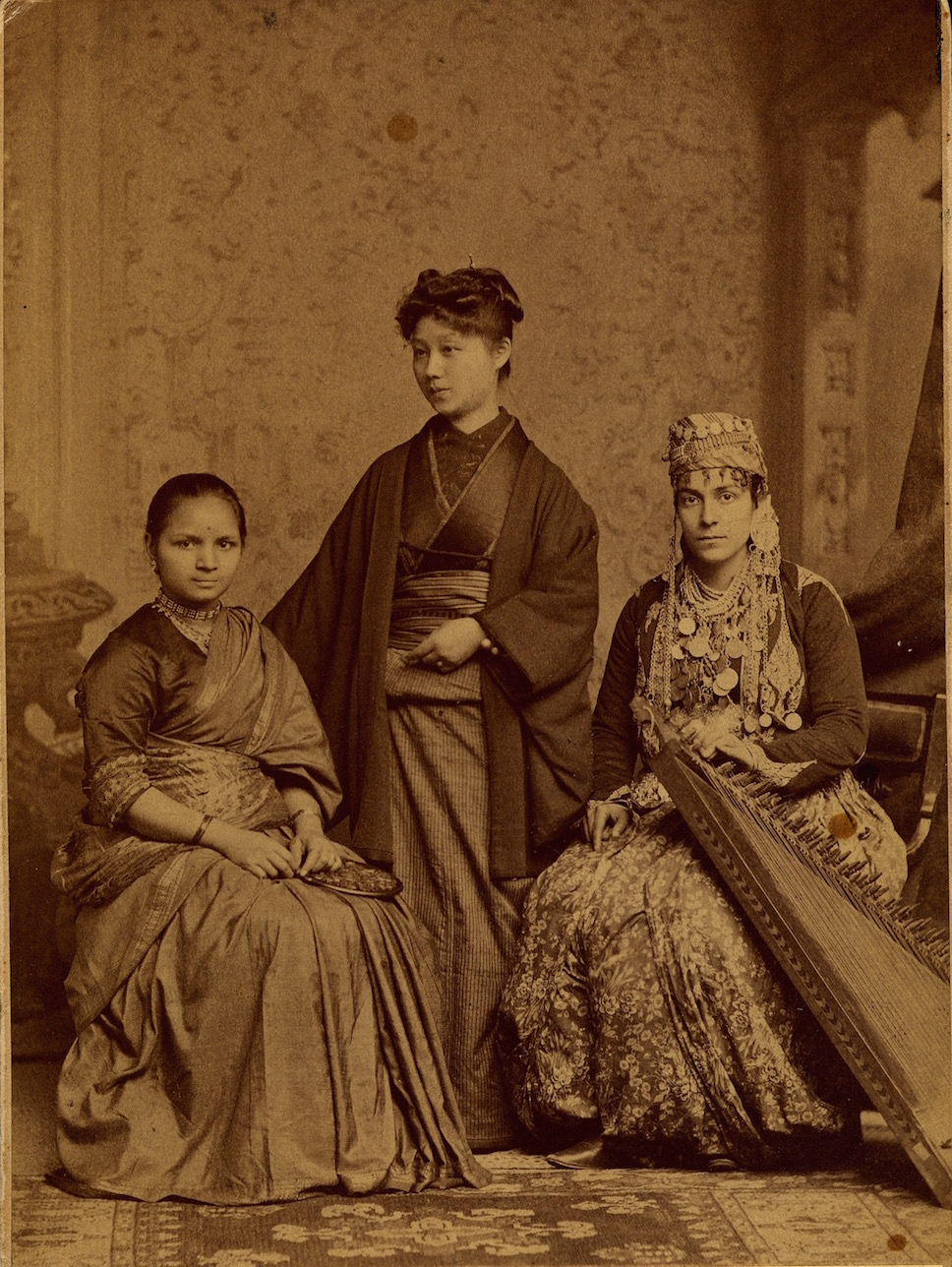
Kei Okami (Mitte) mit Anandi Gopal Joshi (links) und Sabat Islambouli (rechts), Bild vom 10. Oktober 1885

Sabat M. Islambouli (gestorben 1941) war eine der ersten syrischen Ärztinnen. Sie war eine kurdische Jüdin. Es existieren verschiedene Versionen ihres Namens und sie ist ebenso als Sabat Islambooly, Tabat Islambouly, Tabat Istanbuli und Thabat Islambooly bekannt.

## Medizinische Ausbildung
Islambouli studierte am Woman's Medical College of Pennsylvania in Amerika. Sie machte 1890 ihren Abschluss.

## Späteres Leben
Nach der Alumni-Liste des Colleges wird angenommen, dass Islambouli nach ihrem Abschluss nach Damaskus zurückkehrte und anschließend nach Kairo ging. Danach verlor das College den Kontakt zu ihr. Wenig ist bekannt, was mit ihr geschah, nachdem sie Amerika verließ. Sie starb 1941.